# Living in Bondage
Pour plus de détails, voir Fiche technique et Distribution.
Living in Bondage est un film nigérian en deux parties sorties respectivement en 1992 et 1993 produit par Ken Nnebue, écrit par Okey Ogunjiofor et réalisé par Chris Obi Rapu. Il marque le début du cinéma igbo au Nigéria et de Nollywood.

## Synopsis
Le film raconte l'histoire d'une secte essayant d'empêcher le fils d'un chef d'accéder à son héritage grâce à de la magie noire.

## Fiche technique
- Titre original : Living in Bondage
- Réalisation : Chris Obi Rapu
- Scénario : Okey Ogunjiofor
- Production : Ken Nnebue
- Format : Vidéo
- Genre : drame
- Durée : 163 min (partie 1) et 120 min (partie 2)
- Date de sortie : 1992 et 1993
- Pays : Nigéria
- Langue originale : Igbo

## Distribution
- Francis Agu - Ichie Million
- Kanayo O. Kanayo - Chief Omego
- Nnena Nwabueze - Merit
- Bob Manuel Udokwu - Mike
- Kenneth Okonkwo - Andy
- Ngozi Nwaneto - Caro
- Georgina Onuoha
- Ngozi Nwosu - Ego
- Rita Nzelu - Tina
- Okechukwu Ogunjiofor - Paul

## Moyens techniques
Avant ce film, le cinéma nigérian était principalement un cinéma d'auteur yoruba. Ce film marque le début de Nollywood. C'est un film à très petit budget, tourné en VHS et diffusés en vidéo. Ce film a été tourné en igbo et sous-titré en anglais.